# Parlamentswahl in Lettland 2014
- SDPS: 24
- LRA: 8
- ZZS: 21
- V: 23
- NSL: 7
- NA: 17

Die Parlamentswahl in Lettland 2014 fand am 4. Oktober 2014 statt. Es war die Wahl zur 12. Saeima der Republik Lettland.

## Wahlsystem
Dem lettischen Parlament gehören 100 Abgeordnete an. Die Legislaturperiode beträgt vier Jahre. Es gilt eine Fünf-Prozent-Sperrklausel. Die Sitze werden in fünf Wahlkreisen (Riga, Vidzeme, Latgale, Kurzeme und Zemgale) nach dem Sainte-Laguë-Verfahren proportional verteilt.
Wahlberechtigt sind alle lettischen Bürger mit vollendetem 18. Lebensjahr. Jeder lettische Bürger mit einem gültigen Reisepass oder einem elektronischen Personalausweis (in Verbindung mit einer Wahlkarte) ist wahlberechtigt.
Die Wahllokale waren von 7 Uhr morgens bis 20 Uhr abends geöffnet. Auslandsletten konnten in verschiedenen Ländern in dort zur Verfügung stehenden Wahllokalen ihre Stimme abgeben.

## Ausgangslage

### Parlamentswahl 2011
Bei der Parlamentswahl 2011 wurde das hauptsächlich von der Russisch sprechenden Bevölkerung gewählte Saskaņas Centrs erstmals stärkste Partei. Von den sogenannten Oligarchenparteien überwand lediglich das Bündnis ZZS die 5%-Hürde.

### Regierungsbildung 2011
Nach der Wahl bildete sich eine Mitte-rechts-Koalition aus ZRP, Vienotība und Nationaler Allianz. Wenige Tage nach Unterzeichnung des Koalitionsvertrags traten sechs Abgeordnete aus der ZRP aus, deren Unterstützung die drei Koalitionsparteien dann mit Einzelverträgen sicherten. Am 25. Oktober wurde das Kabinett Dombrovskis III mit 57 Stimmen bestätigt.
Valdis Dombrovskis trat 2014 als Spitzenkandidat der Vienotība für die Europawahl an und trat Anfang 2014 als Ministerpräsident zurück. Er wurde später als lettischer EU-Kommissar nominiert. Am 22. Januar 2014 wurde Laimdota Straujuma, ebenfalls Politikerin der Vienotība, als Nachfolgerin Dombrovskis Ministerpräsidentin Lettlands. Sie war die erste Frau an der Regierungsspitze ihres Landes.

### Parteien
Für die Wahl am 4. Oktober 2014 ließen sich 13 Parteilisten registrieren:
| Nr. | Liste                                                              | 1. Listenplatz        | 1. Listenplatz     | 1. Listenplatz      | 1. Listenplatz       | 1. Listenplatz    |
| Nr. | Liste                                                              | Rīga                  | Vidzeme            | Latgale             | Kurzeme              | Zemgale           |
| --- | ------------------------------------------------------------------ | --------------------- | ------------------ | ------------------- | -------------------- | ----------------- |
| 1   | "Latvijas attīstībai"                                              | Juris Pūce            | Einars Repše       | Edgars Jaunups      | Rihards Pīks         | Vladimirs Reskājs |
| 2   | "SUVERENITĀTE"                                                     | Andris Orols          | Guntra Vīksna      | Dmitrijs Usins      | Normunds Vīrs        | Dainis Grabovskis |
| 3   | Partija "Brīvība. Brīvs no bailēm, naida un dusmām"                | Anrijs Aumalis        | Ieva Kantmane      | Kaspars Lazdāns     | Taiga Lasmane        | Dace Brimerberga  |
| 4   | Partija "VIENOTĪBA"                                                | Edgars Rinkēvičs      | Laimdota Straujuma | Anrijs Matīss       | Solvita Āboltiņa     | Jānis Reirs       |
| 5   | "POLITISKĀ PARTIJA IZAUGSME"                                       | Maija Radziņa         | Andris Skride      | Roberts Kuzņerevičs | Madara Stankuna      | Aija Jaunmuktāne  |
| 6   | Partija "Vienoti Latvijai"                                         | Ainārs Šlesers        | Ivars Godmanis     | Jānis Jurkāns       | Jānis Straume        | Aigars Kalvītis   |
| 7   | Nacionālā apvienība „Visu Latvijai!“ – „Tēvzemei un Brīvībai/LNNK“ | Dace Melbārde         | Raivis Dzintars    | Inese Laizāne       | Gaidis Bērziņš       | Edvīns Šnore      |
| 8   | Latvijas Reģionu apvienība                                         | Mārtiņš Šics          | Mārtiņš Bondars    | Juris Viļums        | Nellija Kleinberga   | Dainis Liepiņš    |
| 9   | Jaunā konservatīvā partija                                         | Jānis Bordāns         | Gundars Ābols      | Eva Mārtuža         | Krišjānis Feldmans   | Jānis Tomels      |
| 10  | Latvijas Krievu savienība                                          | Miroslavs Mitrofanovs | Aleksandrs Filejs  | Jurijs Zaicevs      | Elita Kosaka         | Ludmila Ušakova   |
| 11  | "Saskaņa" sociāldemokrātiskā partija                               | Jānis Urbanovičs      | Ivars Zariņš       | Andrejs Elksniņš    | Valērijs Agešins     | Krišjānis Peters  |
| 12  | Zaļo un Zemnieku savienība                                         | Guntis Belēvičs       | Jānis Dūklavs      | Raimonds Vējonis    | Dana Reizniece-Ozola | Augusts Brigmanis |
| 13  | No sirds Latvijai                                                  | Inguna Sudraba        | Gunārs Kūtris      | Silvija Šimfa       | Ringolds Balodis     | Aivars Meija      |

Die vom ehemaligen Präsidenten Valdis Zatlers gegründete Reformu partija (RP, Reformpartei), die bei der Wahl 2011 noch 20,8 % der Stimmen und 22 Sitze gewonnen hatte, stellte bei dieser Wahl keine eigene Liste auf, sondern schloss sich der Vienotība an.

### Spitzenkandidaten

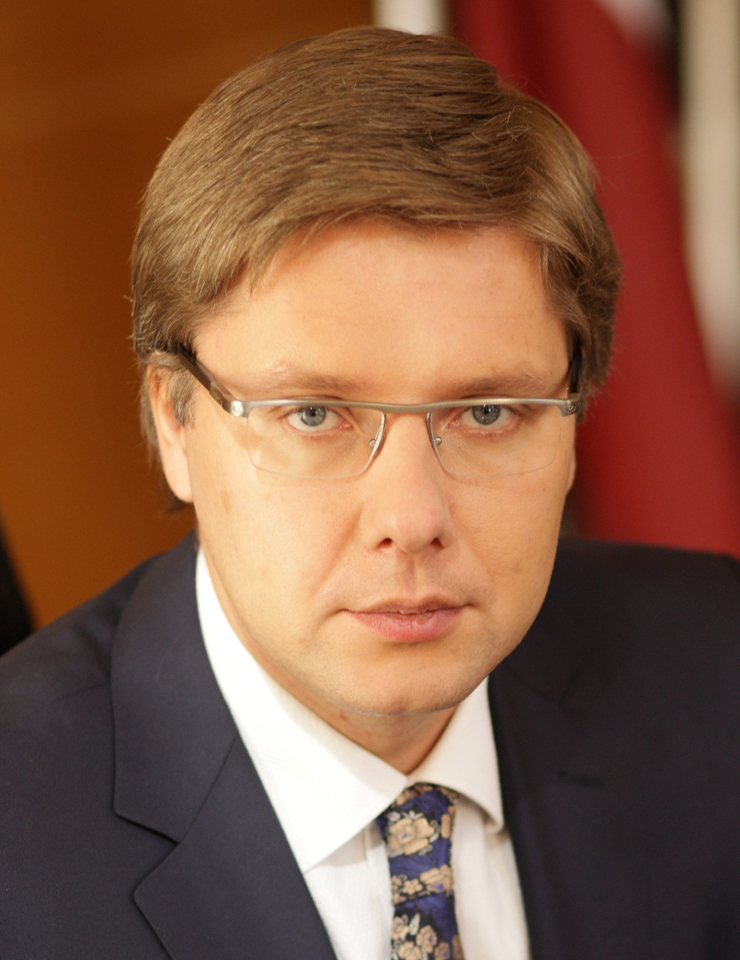
Nils Ušakovs (Saskaņa)
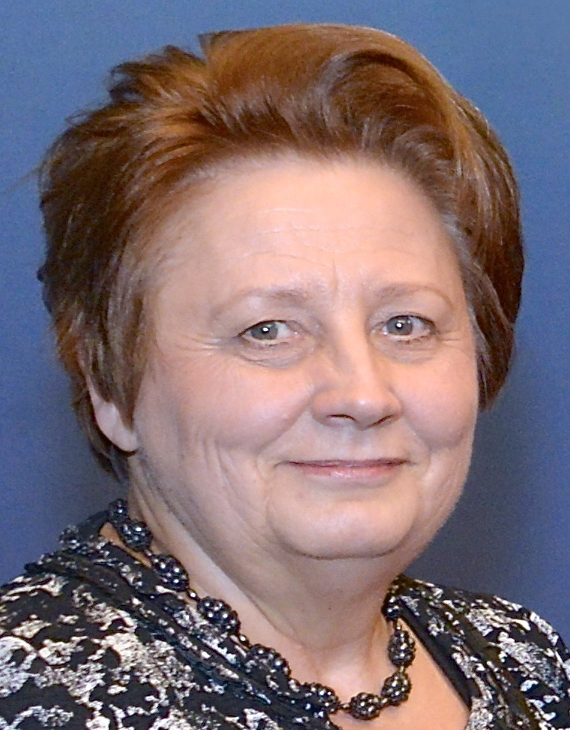
Laimdota Straujuma (Vienotība)
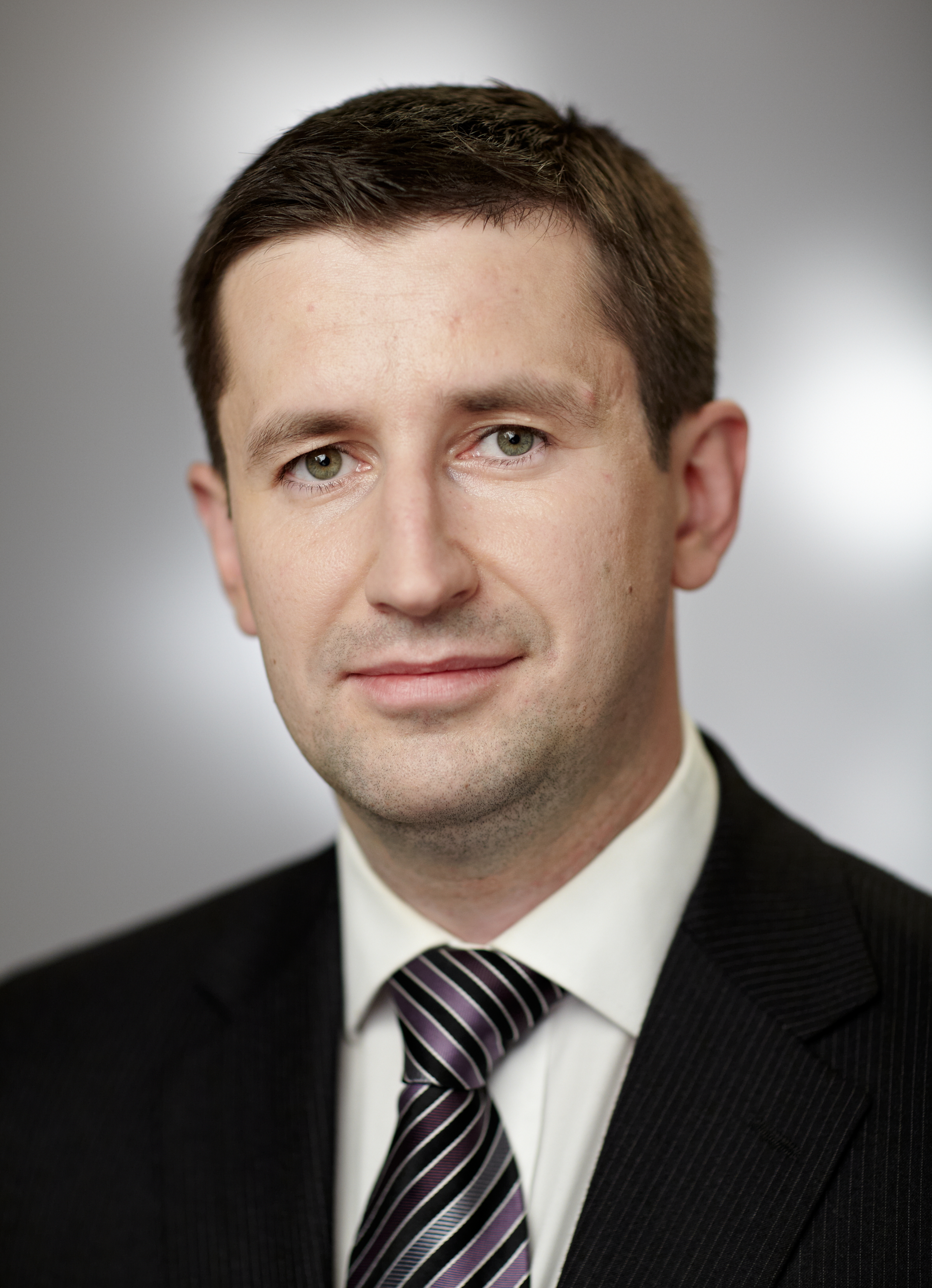
Vjačeslavs Dombrovskis (Reform Partei; gemeinsame Liste mit Vienotība)
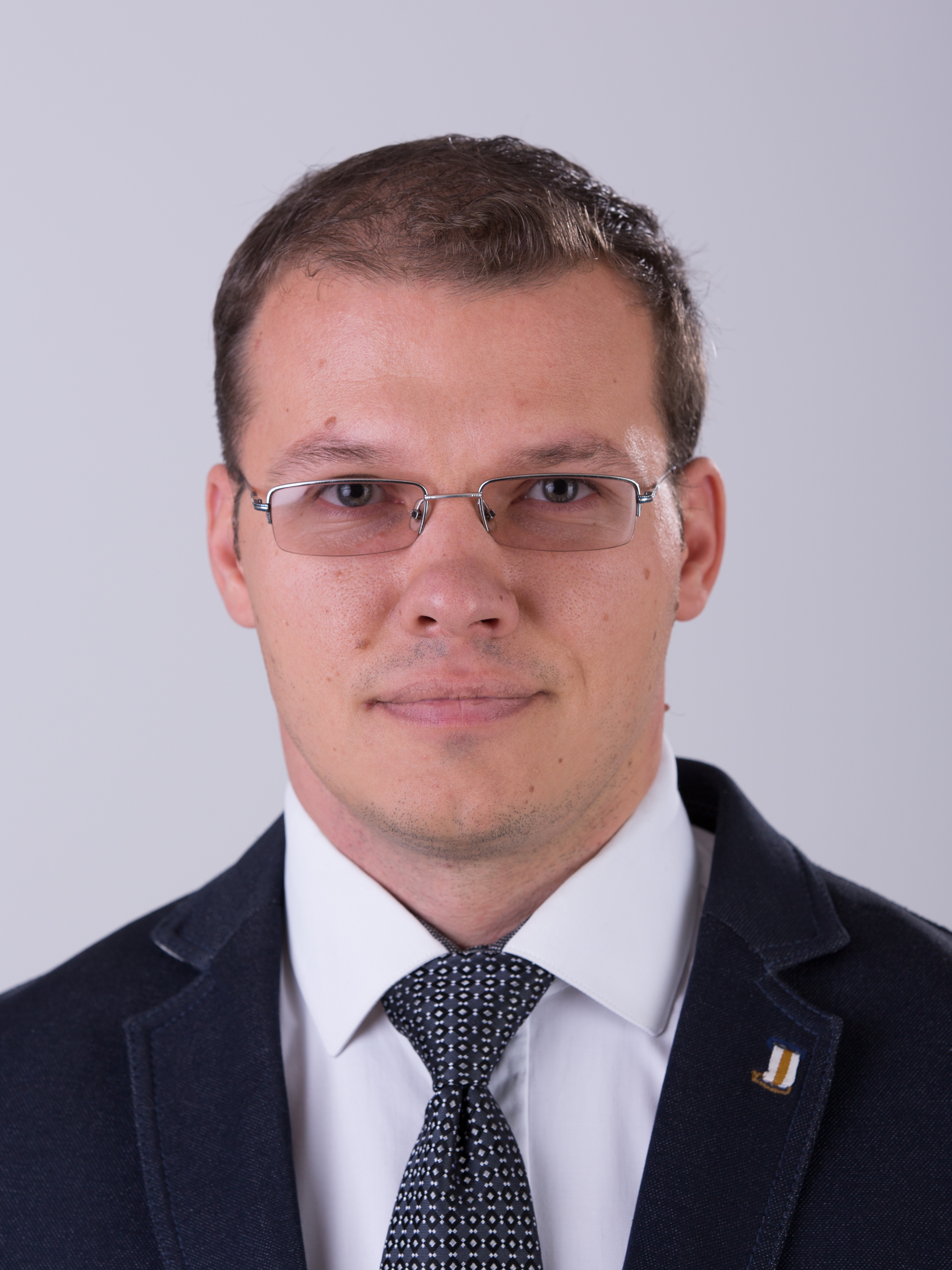
Raivis Dzintars (Nationale Allianz VL-TB/LNNK)
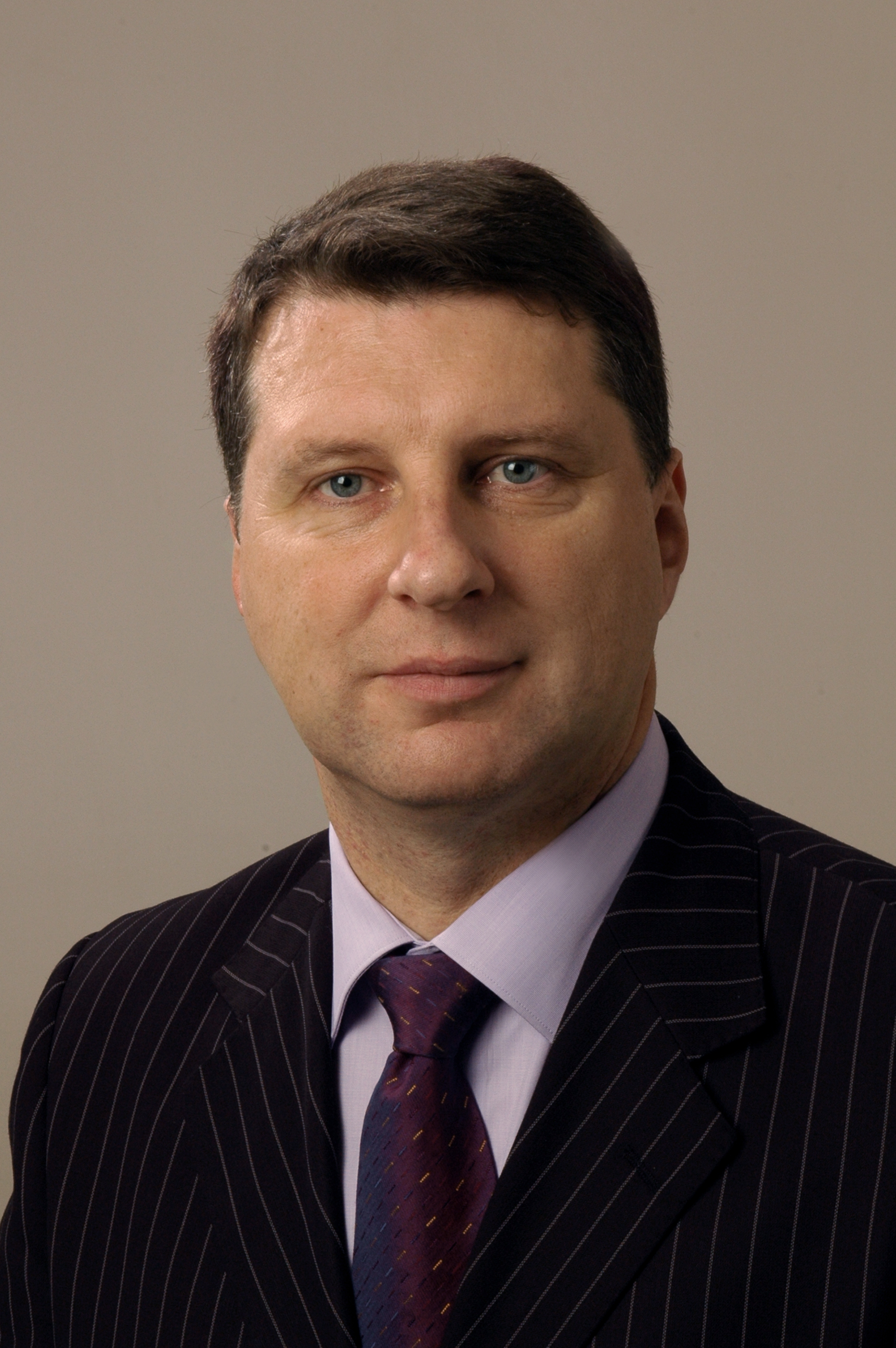
Raimonds Vējonis (Bündnis der Grünen und Bauern)
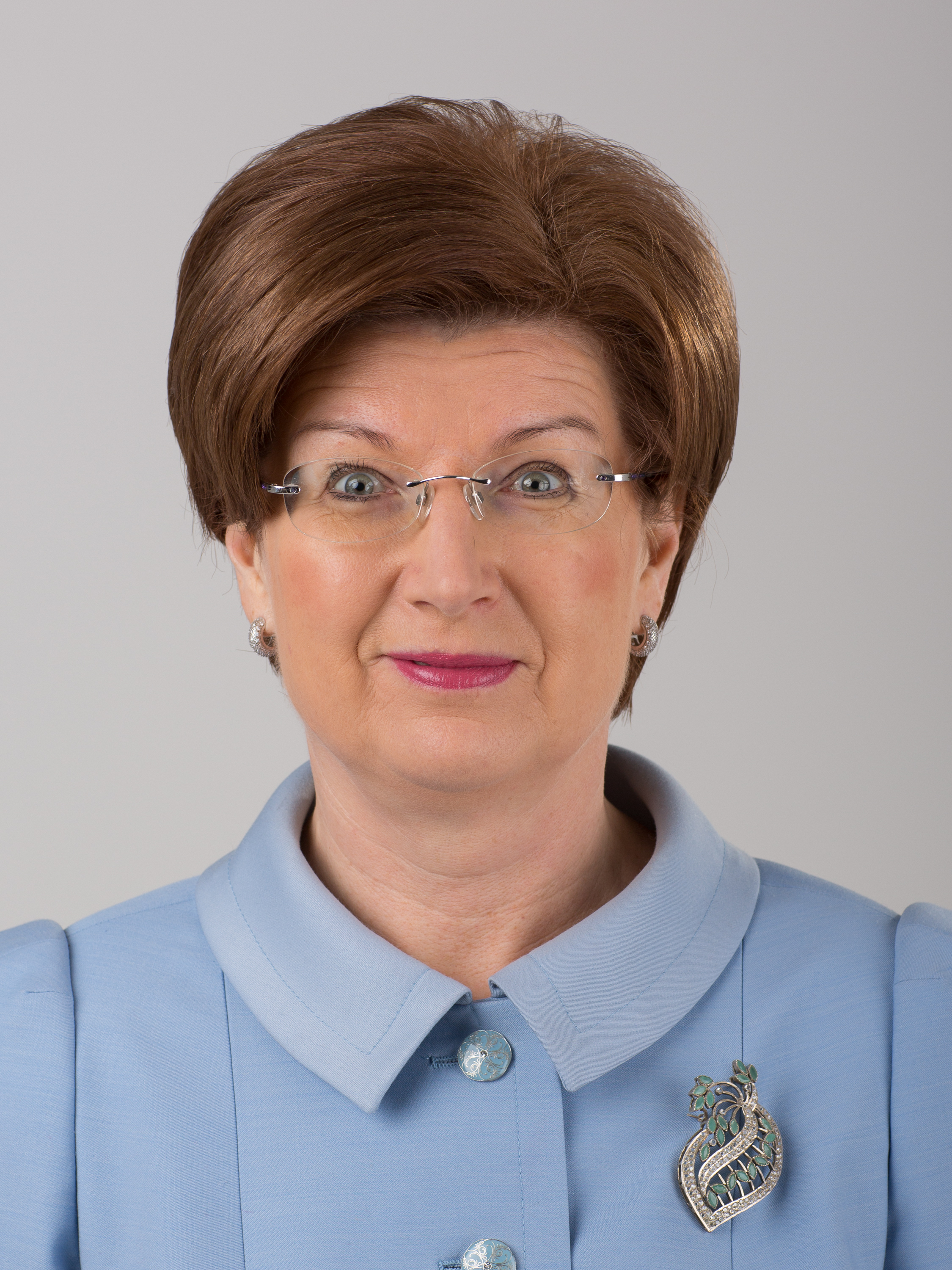
Inguna Sudraba (Von Herzen für Lettland)
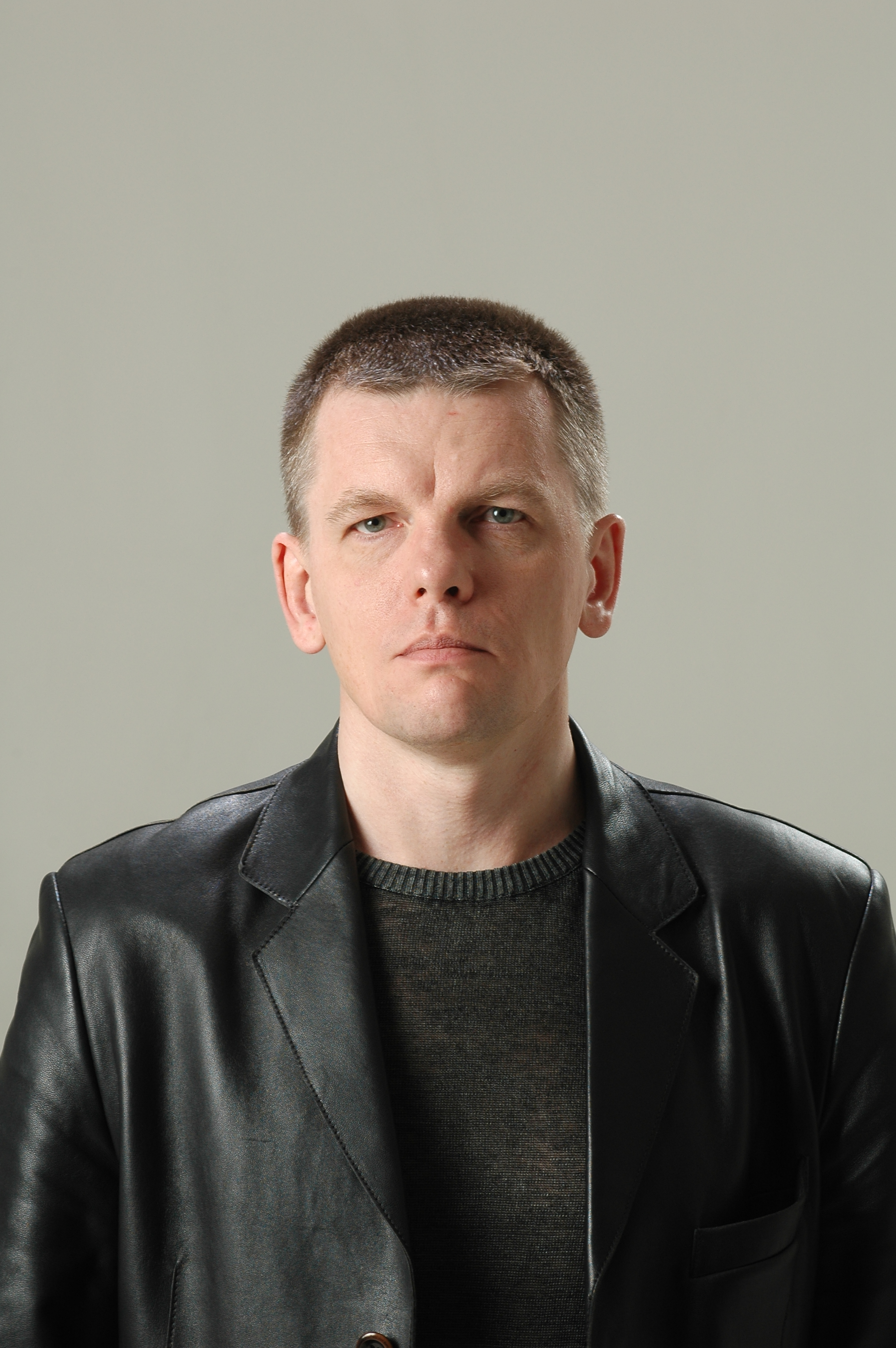
Einars Repše (Latvijas attīstībai)

## Umfragen
| Institut | Datum      | V  | SDPS | ZZS | NA | NSL | LRA |
| -------- | ---------- | -- | ---- | --- | -- | --- | --- |
| Institut | Datum      |    |      |     |    |     |     |
| SDKS     | 24.09.2014 | 28 | 24   | 19  | 14 | 10  | 5   |

## Wahlergebnis

Gewählte Abgeordnete und Mehrheiten nach Regionen sowie Städten und Bezirken

| Partei                          | Partei                                         | Stimmen   | Stimmen | Stimmen | Sitze  | Sitze |
| Partei                          | Partei                                         | Anzahl    | %       | +/−     | Anzahl | +/−   |
| ------------------------------- | ---------------------------------------------- | --------- | ------- | ------- | ------ | ----- |
|                                 | Sozialdemokratische Partei „Harmonie“ (SDPS)   | 209.887   | 23,0    | −5,4    | 24     | −7    |
|                                 | Einigkeit (V)                                  | 199.535   | 21,9    | +3,1    | 23     | +3    |
|                                 | Bündnis der Grünen und Bauern (ZZS)            | 178.210   | 19,5    | +7,3    | 21     | +8    |
|                                 | Nationale Allianz VL–TB/LNNK (NA)              | 151.567   | 16,6    | +2,7    | 17     | +3    |
|                                 | Von Herzen für Lettland (NSL)                  | 62.521    | 6,9     | Neu     | 7      | Neu   |
|                                 | Lettische Regionale Allianz (LRA)              | 60.812    | 6,7     | Neu     | 8      | Neu   |
|                                 | Lettlands Russische Union (LKS)                | 14.390    | 1,6     | +0,8    | 0      | ±0    |
|                                 | Vereint für Lettland (VL)                      | 10.788    | 1,2     | Neu     | 0      | Neu   |
|                                 | Für Lettlands Entwicklung (LA)                 | 8.156     | 0,9     | Neu     | 0      | Neu   |
|                                 | Neue Konservative Partei (JKP)                 | 6.389     | 0,7     | Neu     | 0      | Neu   |
|                                 | Freiheit. Frei von Angst, Hass und Wut (BBBND) | 1.735     | 0,2     | ±0,0    | 0      | ±0    |
|                                 | Politische Partei „Wachstum“ (PPI)             | 1.515     | 0,2     | Neu     | 0      | Neu   |
|                                 | Politische Partei „Souveränität“ (PPS)         | 1.033     | 0,1     | Neu     | 0      | Neu   |
| Gesamt                          | Gesamt                                         | 906.538   | 100,0   | –       | 100    | –     |
| Gültige Stimmen                 | Gültige Stimmen                                | 906.538   | 99,2    | +0,2    |        |       |
| Ungültige Stimmen               | Ungültige Stimmen                              | 6.953     | 0,8     | −0,2    |        |       |
| Wahlbeteiligung                 | Wahlbeteiligung                                | 913.491   | 58,9    | −0,6    |        |       |
| Nichtwähler                     | Nichtwähler                                    | 638.744   | 41,1    | +0,6    |        |       |
| Wahlberechtigte                 | Wahlberechtigte                                | 1.552.235 |         |         |        |       |
| Quelle: Zentrale Wahlkommission |                                                |           |         |         |        |       |